# 藤原経子 (冷泉永経女)
藤原 経子（ふじわら の つねこ/けいし）は、鎌倉時代後期の女官、歌人。伏見院中務内侍（ふしみいんのなかつかさのないし）、または単に中務内侍（なかつかさのないし）の女房名で知られる。冷泉を号した宮内卿藤原永経の女子。
掌侍（内侍）として伏見天皇に仕え、その日々を『中務内侍日記』に綴った。

## 来歴
弘安3年（1280年）12月以前から後深草上皇の仙洞（冷泉富小路殿）において上皇皇子で東宮であった熈仁（ひろひと）親王（後の伏見天皇）の許に出仕しており、上臈の大納言殿の下で新宰相やら宮内卿やらの女房と傍輩意識を共有しつつ仕えるが、同時に東宮近臣の土御門具顕や京極為兼やらとも、傍輩共々東宮を盛り立てるべく連帯感をもって交友する。因みに、当時は東宮を中心に『源氏物語』を愛好する『源氏』クラスタが形成されており、その同人活動は具顕の『弘安源氏論議』に結実するが、経子も大いに『源氏』に感化されていた様が後年の回想録（『中務内侍日記』）の特に前半部から窺え、他にも『狭衣物語』といった物語物を愛読していたようである。
弘安10年（1287年）10月、東宮が践祚すると同年12月10日に掌侍に補せられて引き続き禁裏に仕える。なお、新補掌侍は3人で、最年少であったためか他は内侍既験者で召し名が定まっていたためか、宮仕当初には新内侍と呼ばれたが、後に父永経の元官である中務大輔に因むらしい中務と改称され、その時期は不明であるが、正応3年（1290年）3月頃であった可能性がある。
伏見天皇の宮中では、弘安11年（正応元年）3月15日の即位儀で璽の御筥を捧持し、同年11月大嘗会では主基方（すきかた）女工所（にょくどころ）の勾当（預）として女官を差配する際に実家の力添えで衣紋道の家（高倉家）の出としての面目を大いに施した他、正応3年2月に後深草上皇の発願で始められた春日臨時祭では臨時祭とは言え氏神への初の内侍使に遣わされた事を誉れに思ったり、翌月の浅原事件では玉体及び玄象と剣璽の避難に気を配ったりと、そこには自らの出自や内侍としての誇りを胸に伏見天皇に誠心誠意を以て仕えた様子が窺えるが、それは後宮女房の典型と言える姿でもあった。
正応5年3月末に病を理由に後宮を退くが、時に30代の前半から40歳前後だったと考えられる。致仕後の動向や歿年は定かでないが宮廷生活を主とした自身の経験を回想記として取り纏めた『中務内侍日記』を遺し、同日記は典型的な宮廷女房による典型的な女房日記と評価されるほか、『玉葉和歌集』に2首入集されており、それが同日記中に見えない事からは家集のようなものも遺されていた可能性すら指摘されている。因みに宮仕中は京極派の代表と目された上記為兼と歌の贈答を交わしていたにかかわらずそれらの歌には同派の歌風が認められない事から、同派の確立は早くて経子が宮中を去った正応5年以後であろうとも考えられている。